# Col des Martinets
Pour les articles homonymes, voir Martinet.
Le col des Martinets est un col des Alpes vaudoises en Suisse.

## Situation
Il permet de relier Morcles (Lavey-Morcles) et plus généralement la vallée du Rhône au vallon de Nant (Bex). Le col se situe sur la crête dent de Morcles - pointe des Savolaires - pont de Nant entre le roc Champion et la pointe des Martinets. La vue s'étend à l'ouest sur les dents du Midi, le Chablais vaudois et valaisan et le massif du Chablais. Au nord-ouest sont visibles le lac Léman, le mont Pèlerin, le Moyen-pays et le Jura. Au nord s'étendent les préalpes vaudoises et fribourgeoises. D'est au sud, le vallon de Nant et le glacier des Martinets sont dominés par l'imposante chaîne Grand Muveran - dent Favre - dent de Morcles.

## Particularité
Au col se trouve un auvent rocheux consolidé pour pouvoir, au besoin, abriter des alpinistes en cas de mauvais temps.